# Süderende
Süderende (Fering: Söleraanj) là một đô thị thuộc huyện Nordfriesland, bang Schleswig-Holstein, Đức.